# Joan Maetsuycker
Joan Maetsuycker (14 de octubre de 1606 - 24 de enero de 1678) fue gobernador del Ceilán neerlandés y Gobernador general de las Indias Orientales Neerlandesas desde 1653 hasta 1678. Fue nombrado gobernador de ceylan el 24 de marzo de 1646 y fue gobernador hasta el 26 de febrero de 1650. Fue sucedido por Jacob van Kittensteyn.
Maetsuycker estudió derecho en Lovaina y fue abogado primero en La Haya y luego en Ámsterdam. Desde 1636, vivió en las Indias Orientales Neerlandesas. En 1646 se convirtió en el tercer gobernador holandés de Ceilán neerlandés y, siete años más tarde, en el Gobernador general de las Indias Orientales Neerlandesas. Estuvo en ese puesto durante 25 años, que fue el mandato más largo de cualquier gobernador general. La colonia neerlandesa en las Indias floreció bajo Maetsuycker. Bajo su gobierno, los portugueses perdieron Ceilán (1658), la costa de Coromandel (1658) y Malabar (1663); Makassar fue conquistada (1667), se ocupó la costa occidental de Sumatra y se llevó a cabo la primera expedición al interior de Java.
En 1663 murió su esposa, Haesje Berckmans. En 1664, se casó con Elisabeth Abbema, de 24 años, hija del predicador Fredericus Abbema y viuda de Simon Cos, gobernador de Ambon. En 1671, Elisabeth, amante del esplendor, generó cierta controversia cuando hizo que se importaran monedas de oro de Japón, fuera de la VOC. El objetivo de esto era que su cuñado de Suratte los comprara.